# Naoko Mori
 (décembre 2016).
Naoko Mori (森 尚子, Mori Naoko), née le 19 novembre 1971 à Nagoya dans la préfecture d'Aichi, est une actrice japonaise. Elle est principalement connue pour avoir interprété les rôles de Sarah, l'amie déjantée de Saffron dans Absolutely Fabulous, Mie Nishikawa dans Casualty, et Toshiko Sato dans Doctor Who et Torchwood.

## Biographie
Elle est née en 1971 à Nagoya, au Japon. Elle et sa famille déménagent à New York, quatre ans plus tard. À l'âge de 10 ans, elle retourne à Tokyo et déménage à Londres deux ans plus tard. Naoko Mori prend des cours de chant à 17 ans.
En 1993-1994, Naoko Mori obtient un rôle régulier dans la série hospitalière Casualty en tant que Mie Nishikawa, la réceptionniste de l'hôpital. Les rôles dans les films et les séries se succèdent jusqu'à l'obtention du rôle principal du document-drama Hiroshima de la BBC en 2005 retraçant les événements du bombardement atomique en 1945 sur la ville nippone. Naoko Prête sa voix au personnage de Mai hem dans le jeu Perfect Dark Zero.
En 2005, Naoko Mori décroche le petit rôle du Dr Sato dans l'épisode L'Humanité en péril dans la série Doctor Who. Le producteur Russell T Davies remarque sa qualité d'actrice et lui offre un rôle permanent dans le spin-off (série dérivée) de Doctor Who, intitulé Torchwood dans laquelle elle incarne toujours le Dr Sato, une spécialiste des technologies extraterrestre et informaticienne hors pair. En 2008, Naoko Mori est nommée aux Constellation Awards pour la meilleure performance féminine pour son rôle de Toshiko Sato dans Torchwood.

## Filmographie
- 1994 : Casualty (Série TV) : Mie Nishi-Kawa (Saison 8 épisode 16)
- 1995 : Hackers de Iain Softley : Hacker de Tokyo
- 1997 : Thief Takers (Série TV) : Minako Takahashi (Saison 3 épisodes 7 et 8)
- 1997 : Spice World : Nicola
- 1998 : Bugs (Série TV) : Melissa (Saison 4 épisode 7)
- 1999 : Topsy-Turvy : Miss 'Sixpence Please'
- 1999 : Psychos (Série TV) : Mariko Harris
- 2000 : Running Time : Michelle
- 2001 : Judge John Deed (Série TV) : Mutsumi Yesayahoo (Saison 2 épisodes 1 et 3)
- 2002 : Doctors (Série TV) : Molly Fletcher (Saison 5 épisode 53)
- 2002 : Spooks (USA MI-5) (Série TV) : Annette (Saison 1 épisode 5)
- 2002 : Murder in Mind (Série TV) : Naomi (Saison 2 épisode 3)
- 2003 : Mile High (Série TV) : Natsumi (Saison 1 épisode 13)
- 2003 : Manchild (Série TV) : une Geisha (Saison 2 épisode 7)
- 1993 - 2003 : Absolutely Fabulous (Série TV) : Sarah (Personnage récurrent)
- 2003 : The Smoking Room (Série TV) : Naoko Mori (Saison 1 épisode 4)
- 2005 : Perfect Dark Zero donne sa voix à Mai Hem.
- 2005 : Hot Tub Ranking (série télévisée) : Mia
- 2005 : Hiroshima (téléfilm) : Shige Hiratsuka
- 2005 : Doctor Who (Série TV) : Dr Sato (Saison 1 épisode 4)
- 2006 - 2008 : Torchwood (Série TV) : Toshiko Sato
- 2006 : Little Miss Jocelyn (Série TV) : Beautician (Saison 1 épisode 5)
- 2010 : Lennon Naked (Téléfilm) : Yoko Ono
- 2010 : Three Inches (Téléfilm) : Annika
- 2010 : Private Practice (Série TV) : Patricia Ramsey (Saison 4 épisode 11)
- 2015 : Inspecteur Barnaby : Nadia Simmons
- 2015 : Everest : Yasuko Namba
- 2016 : Le Monde incroyable de Gumball (The Amazing World of Gumball) : Yuki Yoshida (voix)
- 2017 : Life : Origine inconnue (Life) de Daniel Espinosa : Kazumi
- 2018 : Mamma Mia! Here We Go Again : Yumiko
- 2022 : La liste de Mr Malcolm : Mrs. Thisthlewaite
- 2022 : McDonalds & Dodds (sérieTV) : Leyna Masamoto (Saison 3 épisode 2)